# Música bizantina

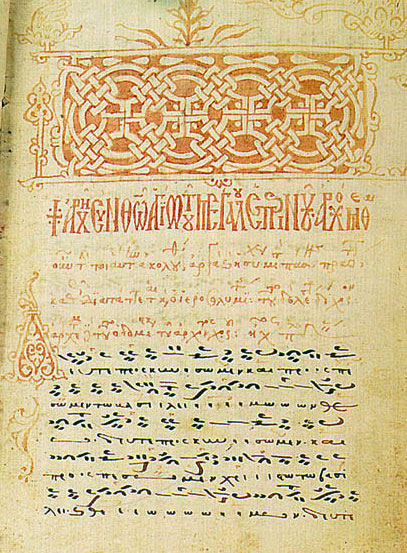
Manuscrito que contiene notación de Música Bizantina (Saltérica).

Se llama música bizantina a la música de la iglesia ortodoxa griega. Se emparenta con el canto gregoriano al ser monodia vocal sin acompañamiento instrumental y estar organizada en ocho modos oktoíjos.

## Características
Se diferencia del canto gregoriano en que es cantada en griego (o árabe en aquellos lugares de la región conocida antiguamente como Antioquía) y se acompaña vocalmente con un sonido grave y mantenido llamado ison o (isocrátima).
Se originó en las primeras comunidades cristianas del desierto del Sinaí. Es conservada en los monasterios ortodoxos griegos y, con diversos estilos, dentro de los núcleos urbanos de las zonas cristianas orientales.
La música bizantina es un sistema musical completo que emplea la rica paleta de gamas melódicas del oriente mediterráneo para valorizar los textos bíblicos e himnográficos que exponen admirablemente la teología de los Padres de la Iglesia. El monasterio de Cantauque ejecuta el canto bizantino no con textos griegos, como es lo más frecuente que se haga, sino en francés.

### La saltérica
La notación de la música bizantina, llamada saltérica, deriva de un sistema de acentuación griega (tono, apóstrofo...) que ha evolucionado a lo largo de los siglos hacia neumas (signos descriptivos). Situados encima del texto, éstos acentúan musicalmente las sílabas, es decir, les confieren la entonación y la expresión que les conviene. Los neumas, a diferencia de las notas occidentales puestas sobre el pentagrama, indican simples variaciones de nivel. Las «notas bizantinas» tienen pues un valor relativo; no tienen sentido sino en la relación de unas con otras. Se agregan en movimientos melódicos que varían según los modos (cuatro auténticos y cuatro plagales) y los géneros de música. Puede verse un ejemplo en la notación del Himno de los Querubines.

### La interpretación
Una partitura bizantina debe ser siempre interpretada más allá de la estricta notación; ésta, de acuerdo con la tradición oriental, es un simple esqueleto destinado a ser revestido de múltiples vibraciones e impulsos que se transmiten únicamente de maestro a discípulo. En este tema, la música bizantina debe mucho a Simón Karas y a su sucesor Licurgo Angelópoulus. Efectivamente por un defecto de transmisión oral, los cantores habían llegado a suprimir poco a poco la interpretación de los neumas: las características de la música bizantina se iban perdiendo y eran reemplazadas por armonizaciones, variaciones de intensidad, expresiones sentimentales, etc. S. Karas se aventuró en un inmenso trabajo de musicología con el fin de reconstituir los fundamentos teóricos de la música bizantina. Y para devolver toda su dinámica a la línea melódica bizantina, reintrodujo numerosos signos de la antigua notación.

### El ison (nota pedal)
El ison es el único acompañamiento de la música bizantina. Su emplazamiento deriva de la teoría musical puesto que el ison manifiesta y pone de relieve la base del modo en el que se despliega la melodía. Cuando se ejecuta, confiere a esta melodía un color modal preciso. El ison juega por tanto un papel irreemplazable. Otras tradiciones musicales monotónicas lo utilizan también (por ejemplo, la música celta).

### Fragmentos escogidos de los diferentes géneros de música bizantina
- Género estijárico (o hímnico) Para el canto de los estijarios: himnos intercalados en los salmos. Ilustrado por el Doxastrikon de Pascua. Uno de los momentos fuertes del año litúrgico.
- Género papádico Para los himnos de la Divina Liturgia (Misa). Ilustrado por el Himno de los Querubines del primer tono. Se canta en la procesión de los Santos Dones (ofertorio).
- Género Poliéleos Debe su nombre al versículo estribillo del salmo 135: «Porque eterna es su misericordia» (misericordia, en griego, es éleos). Se canta en los maitines de las grandes festividades.